# US Open 2014/Herrendoppel-Rollstuhl
Das Herrendoppel (Rollstuhl) der US Open 2014 war ein Rollstuhltenniswettbewerb in New York City und fand vom 4. bis zum 7. September statt.
Vorjahressieger waren Michaël Jeremiasz und Maikel Scheffers, die dieses Jahr mit anderen Partnern teilnahmen.

## Setzliste
| Nr. | Paarung                        | Erreichte Runde |
| --- | ------------------------------ | --------------- |
| 01. | Stéphane Houdet Shingo Kunieda | Sieg            |
| 02. | Gordon Reid Maikel Scheffers   | Finale          |

## Hauptrunde
Zeichenerklärung
- Q = Qualifikant
- WC = Wildcard
- LL = Lucky Loser
- ITF = qualifiziert über ITF-Ranking
- ALT = alternate (Ersatz)
- PR = Protected Ranking
- SE = Special Exempt
- r = retired (Aufgabe)
- d = Disqualifikation
- w.o. = walkover
- [ ] = Match-Tie-Break

|  | Halbfinale | Halbfinale                       | Halbfinale | Halbfinale | Halbfinale |  |  | Finale | Finale                         | Finale | Finale | Finale |
|  |            |                                  |            |            |            |  |  |        |                                |        |        |        |
|  |            |                                  |            |            |            |  |  |        |                                |        |        |        |
|  | 1          | Stéphane Houdet Shingo Kunieda   | 6          | 6          |            |  |  |        |                                |        |        |        |
|  |            | Gustavo Fernández Joachim Gérard | 1          | 2          |            |  |  |        |                                |        |        |        |
|  |            |                                  |            |            |            |  |  | 1      | Stéphane Houdet Shingo Kunieda | 6      | 2      | 7      |
|  |            |                                  |            |            |            |  |  | 2      | Gordon Reid Maikel Scheffers   | 2      | 6      | 64     |
|  |            | Michaël Jeremiasz Nicolas Peifer | 4          | 6          | 4          |  |  |        |                                |        |        |        |
|  | 2          | Gordon Reid Maikel Scheffers     | 6          | 3          | 6          |  |  |        |                                |        |        |        |
|  |            |                                  |            |            |            |  |  |        |                                |        |        |        |